# Fere (mitologia)
Fere (in greco antico: Φέρης?, Phèrēs) è un personaggio della mitologia greca. Fu re di Fere.

## Genealogia
Figlio di Creteo e di Tiro, sposò Periclimene (figlia di Minia) e divenne padre di Idomenea, Admeto, Licurgo ed Eriope. (detta anche Alcimache).
Probabilmente era anche il padre di Antigone, la quale assieme a Comete generò Asterio, il quale fu uno degli Argonauti.
A Fere viene fatta risalire anche la paternità di Periopis (Περίωπις), una delle possibili madri di Patroclo.

## Mitologia
Dovette fuggire da Iolco, dopo che il suo fratellastro Pelia ebbe usurpato il trono; giunto in Tessaglia fondò la città di Fere e ne divenne re.